# Liste von Bibliotheken in Großbritannien
Hier erfolgt eine Auswahl einer Auflistung von britischen Bibliotheken. Die Nationalbibliographie nennt sich British National Bibliography.

## England

### Ambleside
- Ambleside: Armitt Library

### Birmingham
- Birmingham: Library of Birmingham

### Cambridge
- Cambridge: Cambridge University Library
- Cambridge: Marshall Library
- Cambridge: Parker Library
- Cambridge: Pendlebury Library of Music
- Cambridge: Pepys Library
- Cambridge: Wren Library

### Durham
- Durham: Palace Green Library

### London
- London: British Library
- London: British Library of Political and Economic Science
- London: Kate Sharpley Library
- London: London Library
- London: Marx Memorial Library

### Manchester
- Manchester: John Rylands Library
- Manchester: Portico Library

### Oxford
- Oxford: Bodleian Library
- Oxford: Bodleian Art, Archaeology and Ancient World Library
- Oxford: Codrington Library

## Nordirland
- Belfast: Linen Hall Library

## Schottland
- Aberdeen: Sir Duncan Rice Library
- Crieff: Innerpeffray Library
- Dunblane: Leighton Library
- Dundee: Coldside Branch Public Library
- Edinburgh: National Library of Scotland
- Glasgow: Elder Park Library
- Inverness: Inverness Public Library
- Perth (Schottland): AK Bell Library

## Wales
- Aberystwyth: Nationalbibliothek von Wales

## Britische Nationalbibliothek
Weitere Nationalbibliotheken
- Aberystwyth: Nationalbibliothek von Wales
- Edinburgh: National Library of Scotland

Fachbibliothek
- British Library Sound Archive

## Behördenbibliotheken
- Behördenbibliotheken in Großbritannien